# Norra hamnen
Norra hamnen (vertaling: 'Noordelijke haven') is een deelgebied (Delområde) in het stadsdeel Centrum van de Zweedse stad Malmö. Het gebied is vrij verlaten en er wonen geen mensen.
In een groot ingedamd gebied stond het aggregaat dat gebruikt werd voor de spoorwegtunnel Citytunnel Malmö. In 2009 begon men met de bouw van een uitbreiding met een nieuwe veerbootterminal en containerhaven. Het Duitse energiebedrijf E.ON exploiteert hier een stadsverwarming op basis van de verwerking van houtsnippers en houtafval. De track Lappögatan was in 2004 de eerste van Zweden voor dragraces en straatraces. In het verleden vonden hier vaak illegale straatraces plaats. Nordo-Link, die dagelijks vaart naar Travemünde, heeft zijn ligplaats in deze wijk.